# Chaturanga Lakmal
Chaturanga Lakmal (Gampaha, 7 ottobre 1988) è un sollevatore singalese.

## Palmarès
- Giochi del Commonwealth

Gold Coast 2018: bronzo nei 56kg.
- Giochi dell'Asia meridionale

Guwahati 2016: argento nei 56kg.